# Zoey Deutch
Zoey Francis Thompson Deutch [ dɔɪtʃ ] (Los Angeles, 1994. november 10. – ) amerikai színésznő, filmproducer.
Egyik legismertebb szerepe Rose Hathaway a Vámpírakadémia (2014) című filmben. A Zack és Cody a fedélzeten című sorozatban is szerepelt.

## Fiatalkora
Lea Thompson és Howard Deutch második lányaként született. Van egy nővére, Madelyn Deutch, aki szintén színésznő. Unokatestvére Elizabeth Goodrick, unokanővére pedig Phillip és Coleen Goodricknek. Nagymamája Murray Deutch, távoli rokona Robert Walden. Apja orosz és lengyel zsidó, anyja ír származású.
Ötévesen már színészeti órákra járt. Los Angelesben nőtt fel, az Oakwood Schoolba és a The Los Angeles County High School for the Arts iskolába járt, ahol színházszakon tanult.

## Pályafutása

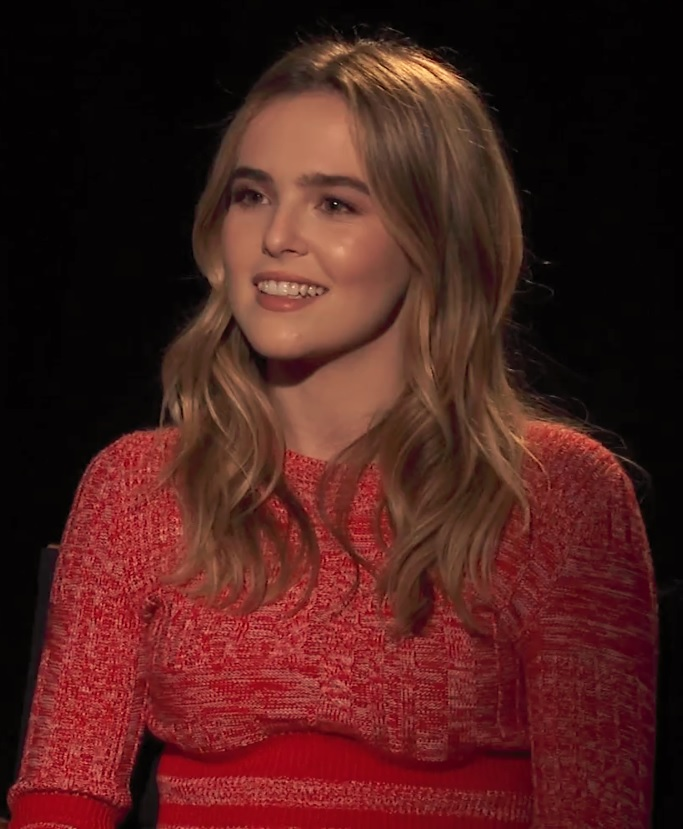
2017-ben

Első igazi szerepét 2010-ben szerezte, Maya Bennett-tet alakíthatta a Zack és Cody a fedélzeten című Disney-sorozatban.  2011-ben Juliet Martin szerepét kapta meg a Ringer – A vér kötelez sorozatban. 2014-ben főszereplő volt a  Vámpírakadémia című filmben. Rose Hathawayt, egy félig ember, félig vámpír dampyr lányt játszott – Teen Choice Awards jelölést kapott Kedvenc filmszínésznő: Vígjáték kategóriában. 2016-ban szerepelt a Nagyfater elszabadul című filmben, a Zac Efron által alakított Jason barátnőjét, Shadiát formálva meg. Ugyanebben az évben szerepelt a Miért pont Ő? című filmben, amiben Stephanie Fleminget játszotta.
2017-ben főszerepet játszott az Egy különleges ember éve című filmben, melynek rendezője édesanyja, Lea Thompson, forgatókönyvírója pedig nővére, Madelyn. 2018-ban szerepelt A szerelem asszisztensei című filmben, 2019-ben A politikus című sorozatban. 2020-ban szerepet kapott a Home Movie: The Princess Bride című sorozatban.

## Filmográfia

### Film
| Év   | Magyar cím                      | Eredeti cím                 | Szerep                         | Magyar hang        | Rendező              |
| ---- | ------------------------------- | --------------------------- | ------------------------------ | ------------------ | -------------------- |
| 2011 | Muffin polgármester             | Mayor Cupcake               | Lana Maroni                    |                    | Alex Pires           |
| 2012 | A csodálatos Pókember           | The Amazing Spider-Man      | pletykás lány (törölt jelenet) |                    | Marc Webb            |
| 2013 | Lenyűgöző teremtmények          | Beautiful Creatures         | Emily Asher                    |                    | Richard LaGravenese  |
| 2014 | Vámpírakadémia                  | Vampire Academy             | Rose Hathaway                  | Csuha Borbála      | Mark Waters          |
| 2016 |                                 | Of Dogs and Man (rövidfilm) | Lily                           |                    | Avan Jogia           |
| 2016 | Nagyfater elszabadul            | Dirty Grandpa               | Shadia                         | Csondor Kata       | Dan Mazer            |
| 2016 |                                 | Everybody Wants Some!!      | Beverly                        |                    | Richard Linklater    |
| 2016 |                                 | Vincent N Roxxy             | Kate                           |                    | Gary Michael Schultz |
| 2016 | Stréberek                       | Good Kids                   | Nora Sullivan                  | Gyöngy Zsuzsa      | Chris McCoy          |
| 2016 | Miért pont Ő?                   | Why Him?                    | Stephanie Fleming              | Gáspár Kata        | John Hamburg         |
| 2017 | Mielőtt elmegyek                | Before I Fall               | Samatha Kingston               |                    | Ry Russo-Young       |
| 2017 | Salinger                        | Rebel in the Rye            | Oona O'Neill                   |                    | Danny Strong         |
| 2017 | A katasztrófaművész             | The Disaster Artist         | Bobbi                          | Mentes Júlia       | James Franco         |
| 2017 | A katasztrófaművész             | The Disaster Artist         | Bobbi                          | Gulás Fanni        | James Franco         |
| 2017 | Felnőtt játékok                 | Flower                      | Erica Vandross                 |                    | Max Winkler          |
| 2017 | Egy különleges ember éve        | The Year of Spectacular Men | Sabrina Klein                  | Gyöngy Zsuzsa      | Lea Thompson         |
| 2018 | A szerelem asszisztensei        | Set It Up                   | Harper Moore                   |                    | Claire Scanlon       |
| 2018 | Richard búcsút mond             | The Professor               | Claire                         |                    | Wayne Roberts        |
| 2019 |                                 | Buffaloed                   | Peggy Dahl                     |                    | Tanya Wexler         |
| 2019 | Zombieland 2. – A második lövés | Zombieland: Double Tap      | Madison                        | Sodró Eliza        | Ruben Fleischer      |
| 2022 | Outfit                          | The Outfit                  | Mable Shaun                    | Törőcsik Franciska | Graham Moore         |
| 2022 | Nem oké                         | Not Okay                    | Danni Sanders                  |                    | Quinn Shephard       |
| 2022 | Valami a Tiffanytól             | Something from Tiffany's    | Rachel Meyer                   |                    | Daryl Wein           |
| 2024 | Kettes számú esküdt             | Juror No. 2                 | Allison Crewson                | Sodró Eliza        | Clint Eastwood       |
| 2025 |                                 | The Threesome               | Olivia                         |                    | Chad Hartigan        |
| 2025 |                                 | Nouvelle Vague              | Jean Seberg                    |                    | Richard Linklater    |

### Televízió
| Év        | Magyar cím                  | Eredeti cím                      | Szerep                         | Megjegyzések                                |
| --------- | --------------------------- | -------------------------------- | ------------------------------ | ------------------------------------------- |
| 2010–2011 | Zack és Cody a fedélzeten   | The Suite Life on Deck           | Maya Bennett                   | - 7 epizód - magyar hangja: - Hermann Lilla |
| 2011      | NCIS                        | NCIS                             | Lauren                         | 1 epizód                                    |
| 2011      | Gyilkos elmék: Alapos gyanú | Criminal Minds: Suspect Behavior | kék álarcos lány / Kristi Anna | 1 epizód                                    |
| 2011      |                             | Hallelujah                       | Willow Turner                  | leadatlan próbaepizód                       |
| 2011–2012 | Ringer – A vér kötelez      | Ringer                           | Juliet Martin                  | 18 epizód                                   |
| 2013      | Elcserélt lányok            | Switched at Birth                | Elisa Sawyer                   | 2 epizód                                    |
| 2014      |                             | Under the Gunn                   | önmaga / vendég zsűritag       | 2 epizód                                    |
| 2019–2020 | A politikus                 | The Politician                   | Infinity Jackson               | főszereplő                                  |
| 2020      |                             | Home Movie: The Princess Bride   | Buttercup hercegnő / Fezzik    | 1 epizód                                    |
| 2021      |                             | Fairfax                          | Lily (hangja)                  | vendégszereplő                              |

## Díjak és jelölések
| Év   | Díj                                | Kategória                        | Jelölt mű        | Eredmény |
| ---- | ---------------------------------- | -------------------------------- | ---------------- | -------- |
| 2014 | Teen Choice Awards                 | Kedvenc filmszínésznő (vígjáték) | Vámpírakadémia   | Jelölve  |
| 2017 | Teen Choice Awards                 | Kedvenc filmszínésznő (dráma)    | Mielőtt elmegyek | Jelölve  |
| 2017 | Dallas International Film Festival | N/A                              | N/A              | Elnyerte |

## Fordítás
- Ez a szócikk részben vagy egészben  a   Zoey Deutch című angol Wikipédia-szócikk fordításán alapul.  Az eredeti cikk szerkesztőit annak laptörténete sorolja fel. Ez a jelzés csupán a megfogalmazás eredetét és a szerzői jogokat jelzi, nem szolgál a cikkben szereplő információk forrásmegjelöléseként.